# دیوید برودی (ورزشکار)
دیوید برودی (انگلیسی: David Brodie; ۲۹ مهٔ ۱۹۱۰ – ۱ ژوئن ۱۹۹۶) بازیکن هاکی روی چمن اهل بریتانیا بود.